# Sant Llorenç de la Salanca (església)

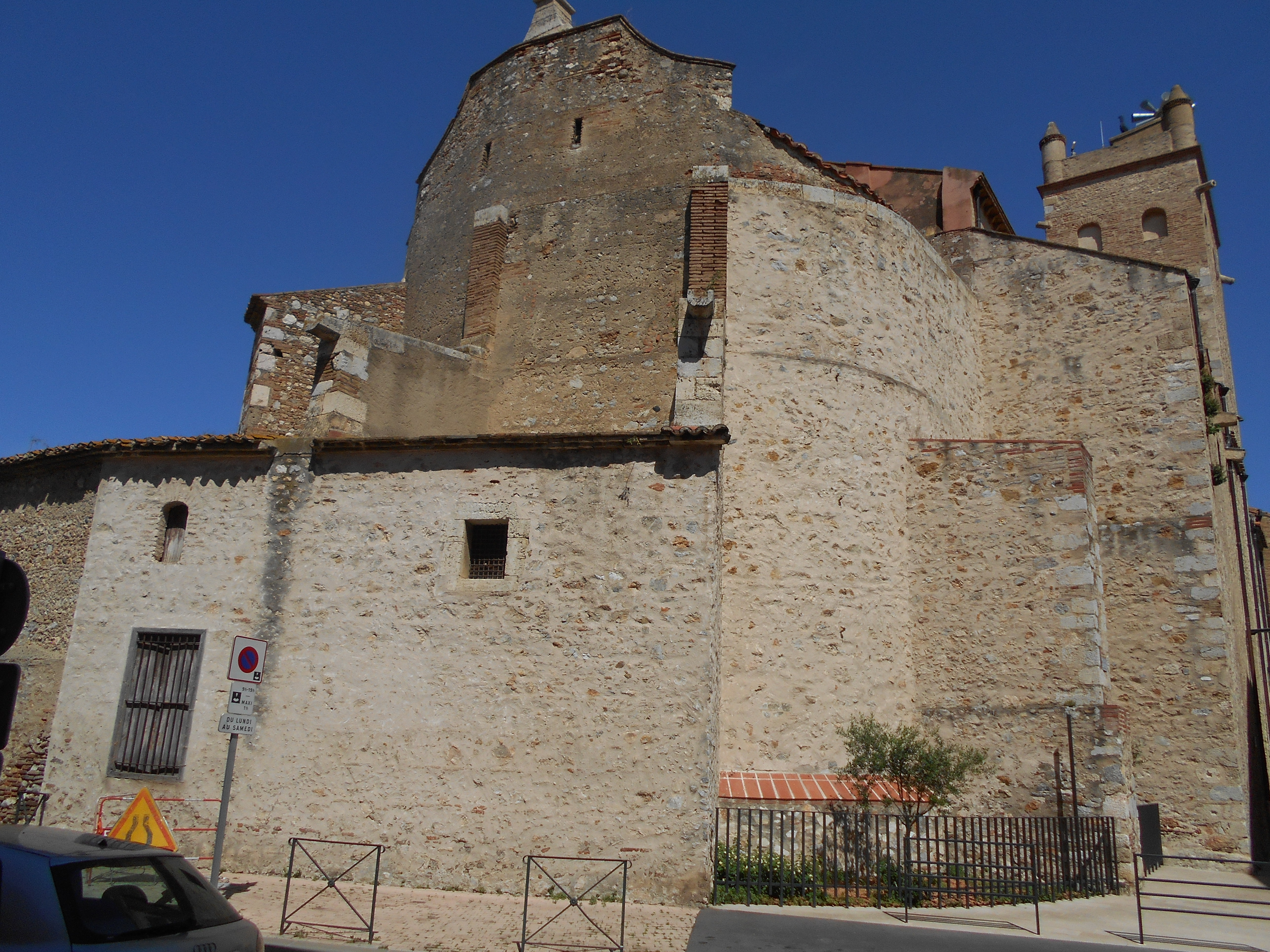
Capçalera de l'església

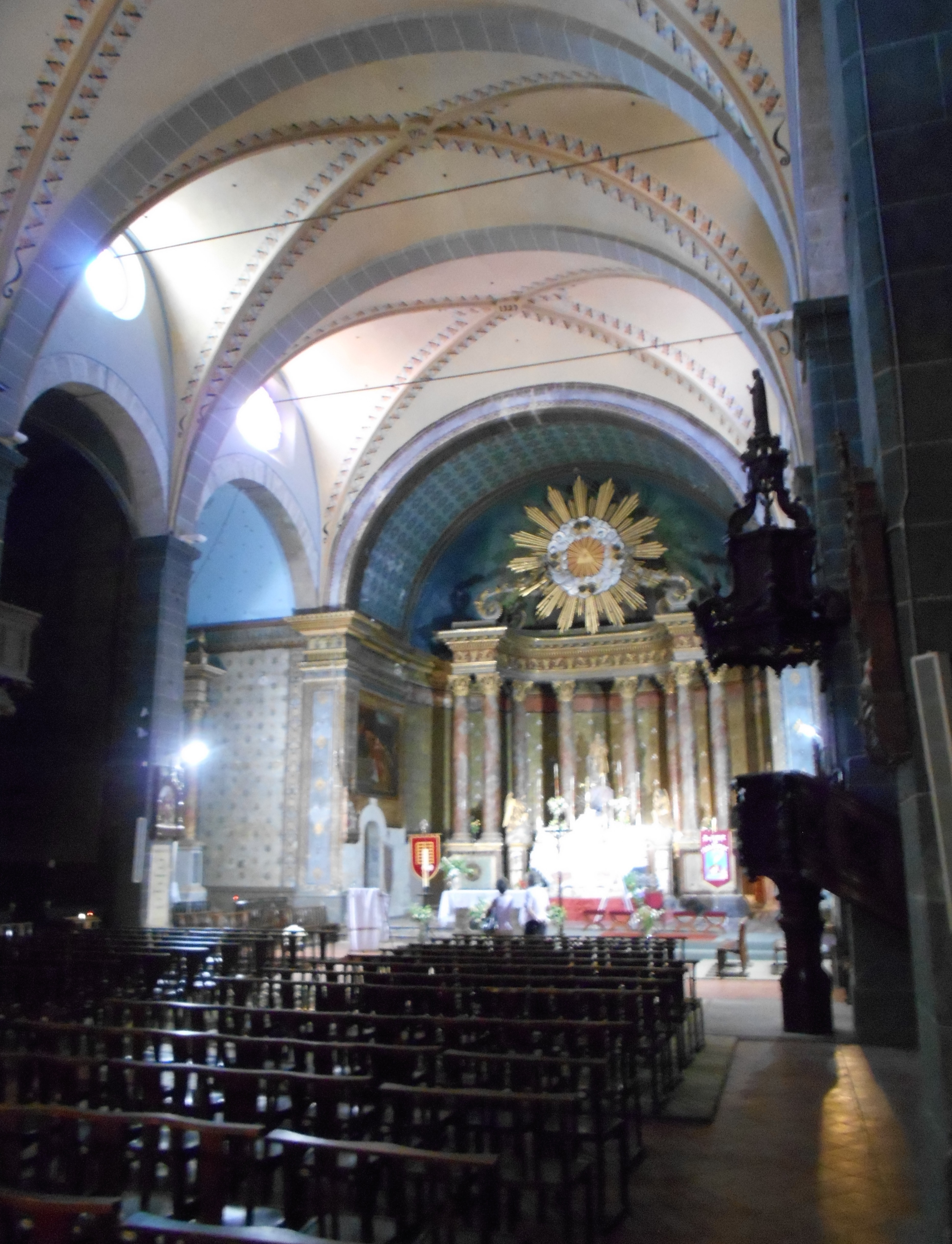
Interior de l'església: l'altar

Sant Llorenç de la Salanca és l'església parroquial de la vila de Sant Llorenç de la Salanca, a la comarca del Rosselló, de la Catalunya del Nord.
Està situada al cor de la vila vella d'aquest nom. Data del segle XIV; és d'origen romànic, però va ser agrandida a partir del 1761 per Joseph Garamuda, ciutadà notable de Perpinyà, i reconstruïda en estil gòtic méridional. El mateix any, el cementiri fou traslladat a la carretera de Torrelles. Cal destacar-hi sobretot els orgues, construïts per Théodore Puget i instal·lats el 1873. També són notables els retaules del segle xviii-xix, així com teles i plafons del XIX.
D'aquesta parròquia depèn la capella de Santa Maria i Sant Josep de la Casa dels Vells.